# Kaiju

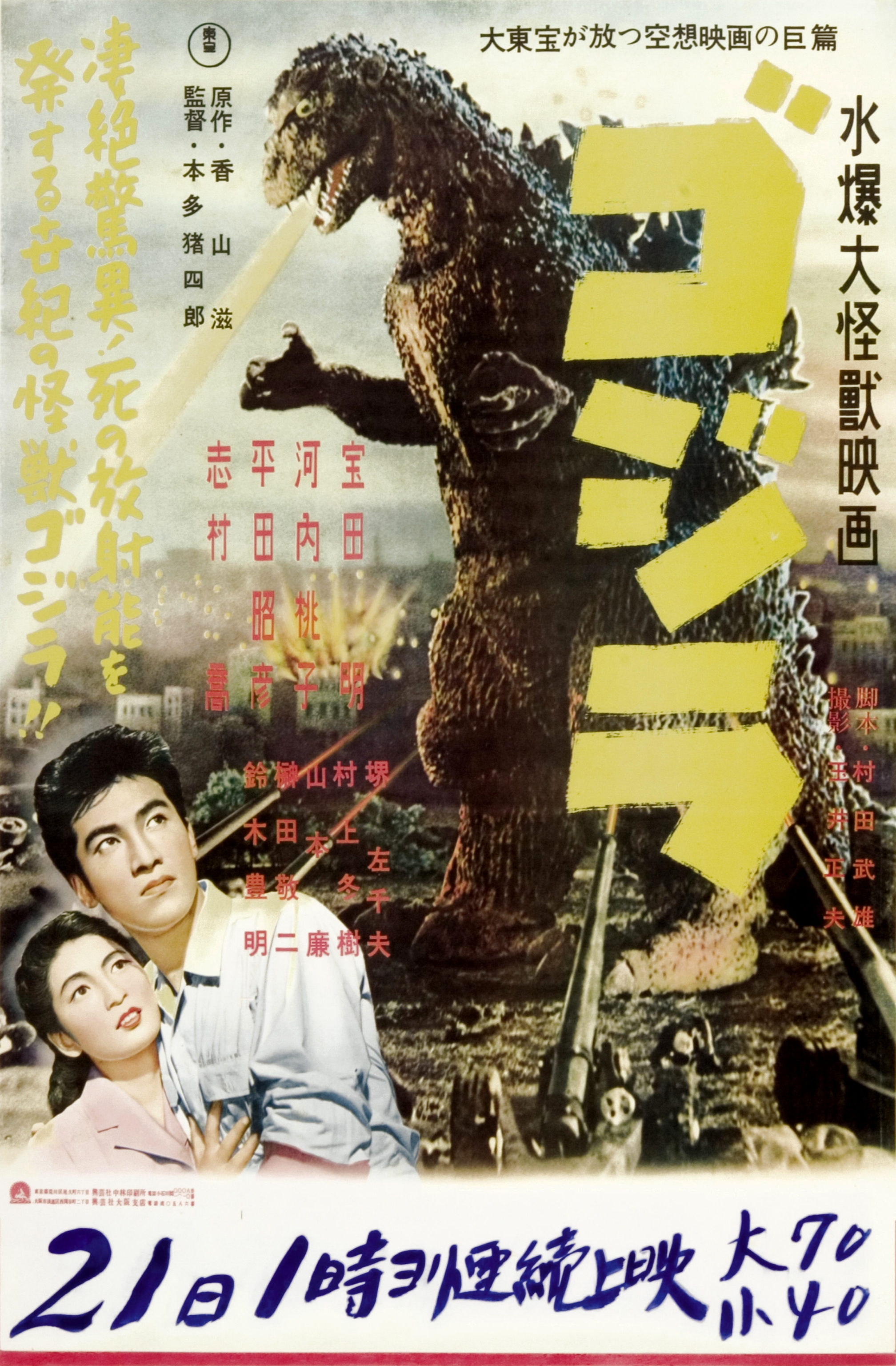
El daikaiju (monstre gegant) Godzilla de la pel·lícula homònima del 1954, una de les primeres pel·lícules japoneses en què apareix un mostre gegant

Un kaiju (en japonès 怪獣 kaijū, "monstre", provinent de la unió dels caràcters que signifiquen "misteriós" i "bèstia") és com popularment es coneixen les criatures estranyes, especialment monstres gegants, que apareixen en sèries de televisió i pel·lícules japoneses, tant de tokusatsu com d'anime. Aquests monstres també són coneguts amb el terme daikaiju (大怪獣 daikaijū "monstre gegant"). Al Japó, les "pel·lícules de kaiju" són tot un gènere, amb referents com Godzilla, Gamera, King Ghidorah o Gyaos.

## Concepte
Els models típics de kaiju i kaijin són animals convencionals, insectes o criatures mitològiques, a més d'exemples més exòtics: les característiques dels monstres de Choujin Sentai Jetman estan basades en semàfors, les aixetes i els tomàquets; Kamen Rider Super-1 inclou un exèrcit de monstres basats en objectes domèstics, com ombrel·les i escales de mà.
Si bé el terme kaiju es fa servir a occident per a descriure els monstres de tokusatsu i del folklore japonès, monstres com vampirs, homes llop, de Frankenstein, mòmies, zombis i moltes altres entitats de la mitologia occidental es troben en aquesta categoria des de la perspectiva japonesa.
Els kaiju solen ser representats estant al servei d'un mal major. Alguns kaiju són guerrers d'elit que serveixen com la mà dreta d'un dolent més important i que en última instància són destruïts per les forces heroiques. Dit açò, durant les primeres èpoques de tokusatsu, els monstres "heroics" es van observar en les pel·lícules Daikaiju Eiga, i no fou fins a més tard, quan la televisió tokusatsu va començar a utilitzar herois. Aquests kaiju van adoptar molts trets de monstres clàssics, com la "criatura incompresa".